# Atta cephalotes

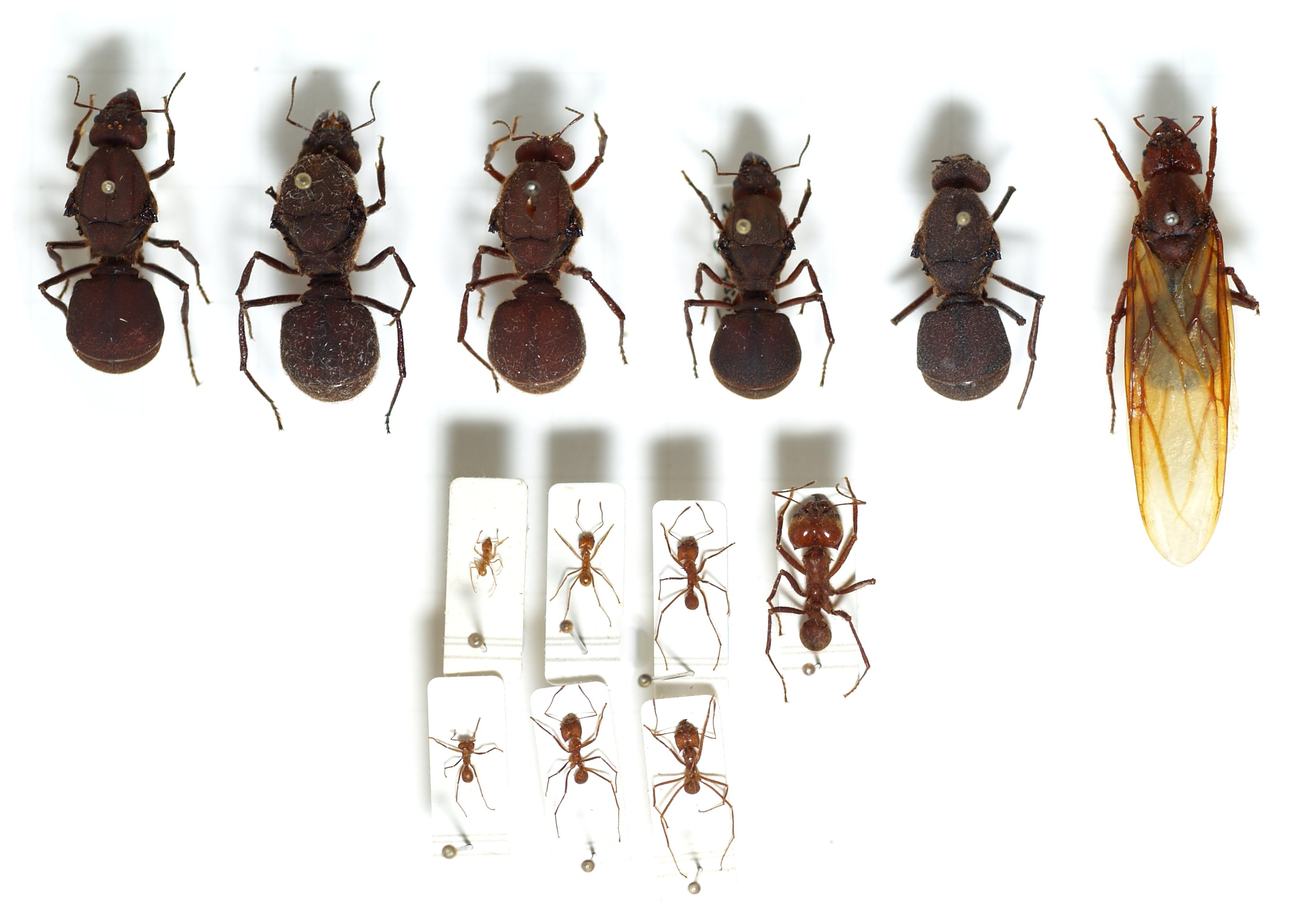
Kastes van Atta cephalotes. Op bovenste rij koninginnen

Atta cephalotes is een soort uit de familie van de mieren die voorkomt in Midden- en Zuid-Amerika.

## Leefgebied
A. cephalotes komt voor in heel Latijns-Amerika. Ze leven er in oerwouden.

## Kenmerken
Er zijn enkele kastes in deze mierensoort: maagdelijke koninginnen, vruchtbare mannetjes en vrouwtjes (koninginnen) en werksters. Ze leven in kolonies die meer dan een miljoen exemplaren kunnen bevatten. Een kolonie leeft in een grote ondergrondse nesten die met elkaar verbonden zijn. Het nest van de kolonie bevat een kamer waar schimmels groeien. Die dienen als voedsel. De schimmel zelf wordt gevoed door bladeren die de werksters aanbrengen. De werksters proberen de schimmel te beschermen tegen schadelijke micro-organismen.
De koningin is forsgebouwd en is zo'n 30 mm lang. Ze is donkerbruin en gevleugeld. Haar enige rol in de kolonie is het leggen van eitjes. Werksters zijn roodbruin, niet gevleugeld en hebben stekels op hun achterlijf. Ze hebben lange poten en grote kaken met fijne, scherpe tanden. Mannetjes zijn gevleugeld en donkerder dan de vrouwtjes. Zij staan in voor de bevruchting van de koningin, maar spelen verder geen rol in de kolonie.

### Werksters
Binnen de werksters worden nog enkele types onderscheiden:
- Soldaten: het grootste type, zij verdedigen de kolonie.
- Media en maxima: zij verzamelen eten, ze hebben sterken kaken waarmee ze bladeren knippen. Ze brengen de plantendelen naar de kolonie waar ze als voedsel voor de schimmel dienen.[1]
- Minima: het kleinste type, zij knippen de bladeren van de media en maxima in kleinere stukken en werken in de kolonie en in de schimmelkamer.

Werksters die bladeren verzamelen krijgen na verloop van tijd sleet op hun kaken. Ze leggen zich dan exclusief toe op het vervoeren van bladeren die de jongere exemplaren hebben geknipt.

## Voortplanting
Per nest is er één koningin, zij legt duizenden eitjes per dag. Bevruchte eitjes worden koninginnen of werkster, onbevruchte worden mannetjes. In de meeste gevallen worden werksters geboren. Als het regenseizoen aanbreekt, verlaten vruchtbare mannetjes en vrouwtjes het nest om te paren. Elk vrouwtje paart slechts één keer. Ze kan enkele honderden miljoenen zaadcellen van het mannetje opslaan. Na de paring sterven de mannetjes, de vrouwtjes proberen elk een nieuwe kolonie op te richten. Ze maken daarvoor een tunnel van zo'n 10 cm diep in de grond en starten daar een nieuwe schimmeltuin met wat schimmel uit de oude kolonie dat in een speciale holte in de mond werd bewaard. Ze beginnen er ook met eitjes te leggen. De schimmel wordt eerst gevoed met eitjes en uitwerpselen van de koningin. Dit kan 5 tot 10 weken duren, totdat er werksters zijn die het werk kunnen overnemen. De koningin legt zich vanaf dan toe op de voortplanting. Na 2 tot 3 jaar worden nieuwe vruchtbare exemplaren geboren. Negentig procent van de koninginnen slaagt er niet in een nieuwe kolonie op te richten.